# Александар Антић
Александар Саша Антић (Београд, 7. мај 1969) српски је политичар и потпредседник Главног одбора Социјалистичке партије Србије. По занимању је дипломирани економиста.

## Политичка каријера
Од 2008. до 2013. године обављао је функцију председника Скупштине града Београда. Први пут је на ову функцију изабран 15. децембра 2008. ., док је након избора 6. маја 2012. године поново изабран на исту функцију
Након реконструкције Владе Ивице Дачића, 2. септембра 2013. године, са те функције прелази на функцију министра за саобраћај.
Антић од априла 2009. године обавља и функцију председника Градског одбора Београд Социјалистичке партије Србије.